# Andrei Arădoaie
Andrei Paul Arădoaie (* 5. Oktober 1996 in Lețcani, Kreis Iași) ist ein rumänischer Boxer im Cruisergewicht.

## Karriere
Arădoaie gewann im Halbschwergewicht jeweils die Goldmedaille bei der Jugend-Europameisterschaft 2014 in Zagreb und der U22-Europameisterschaft 2017 in Brăila.
Bei den Erwachsenen wurde er bisher sieben Mal Rumänischer Meister; 2017 im Schwergewicht, sowie 2015, 2016, 2018, 2019, 2020 und 2024 im Halbschwergewicht.
Bei der EU-Meisterschaft 2018 in Valladolid gewann er Silber und bei der Balkanmeisterschaft 2019 in Antalya Bronze. Bei den Europaspielen 2019 in Minsk unterlag er in der Vorrunde Imam Chatajew und bei der Weltmeisterschaft 2019 in Jekaterinburg im Achtelfinale gegen Dilshod Roʻzmetov.
Bei der Weltmeisterschaft 2021 in Belgrad ging er im neugeschaffenen Cruisergewicht an den Start, verlor jedoch im Achtelfinale gegen Loren Alfonso. 2022 gewann er in dieser Gewichtsklasse eine Bronzemedaille bei der Europameisterschaft in Jerewan. Bei der Weltmeisterschaft 2023 in Taschkent verlor er im Halbschwergewicht gegen den Mexikaner Héctor Aguirre und bei den Europaspielen 2023 in Krakau im Achtelfinale gegen den Kroaten Gabrijel Veočić.
Bei der Europameisterschaft 2024 in Belgrad verlor er in der Vorrunde gegen Vincenzo Lizzi. Bei den olympischen Qualifikationsturnieren 2024 in Busto Arsizio und Bangkok schied er jeweils in der zweiten Vorrunde bzw. im Achtelfinale aus.